# Liste der Einträge im National Register of Historic Places im Buffalo County (Wisconsin)

Lage des Buffalo County in Wisconsin

Die Liste der Registered Historic Places im Buffalo County in Wisconsin führt alle Bauwerke und historischen Stätten im Buffalo County auf, die in das National Register of Historic Places aufgenommen wurden.

## Legende
| NRHP | Historic Place    |
| HD   | Historic District |

## Aktuelle Einträge
| [ 2 ] | Name                                       | Bild                                       | Eintragsdatum        | Lage | Ort           | Beschreibung                                                                               |
| ----- | ------------------------------------------ | ------------------------------------------ | -------------------- | --- | ------------- | ------------------------------------------------------------------------------------------ |
| 1     | Alma Historic District                     | Alma Historic District                     | 1982 ID-Nr. 82000631 | Abgegrenzt durch 2nd Street, Swift Street, Cedar Street und die Eisenbahngleise 44° 19′ 16″ N, 91° 54′ 52″ W | Alma          |                                                                                            |
| 2     | Jacob Berni House                          | Jacob Berni House                          | 1982 ID-Nr. 82000632 | 911 Riverview Drive 44° 19′ 51″ N, 91° 55′ 14″ W                                                             | Alma          |                                                                                            |
| 3     | Burlington Hotel                           | Burlington Hotel                           | 1982 ID-Nr. 82000633 | 809 North Main Street 44° 19′ 45″ N, 91° 55′ 11″ W                                                           | Alma          | 1891 errichtetes Hotel; Teil der MPS Alma Multiple Resources Area                          |
| 4     | Fugina House                               | Fugina House                               | 1979 ID-Nr. 79000061 | 348 South Main Street 44° 7′ 44″ N, 91° 42′ 53″ W                                                            | Fountain City | 1916 im Stil der Prairie Houses errichtetes Wohnhaus des örtlichen Richters Martin Fugina  |
| 5     | Frederick Laue House                       | Frederick Laue House                       | 1979 ID-Nr. 79000062 | 1111 South Main Street 44° 19′ 2″ N, 91° 54′ 47″ W                                                           | Alma          |                                                                                            |
| 6     | Frederick Laue, Jr., House                 | Frederick Laue, Jr., House                 | 1982 ID-Nr. 82000634 | 1109 South Main Street 44° 18′ 46″ N, 91° 54′ 38″ W                                                          | Alma          | 1896 im Second Empire-Stil errichtetes Wohnhaus; Teil der MPS Alma Multiple Resources Area |
| 7     | Harmonia Hall                              | Harmonia Hall                              | 2009 ID-Nr. 09000453 | S2119 County Highway East 44° 17′ 8,3″ N, 91° 43′ 24,3″ W                                                    | Waumandee     | 1890 errichtetes Versammlungshaus deutscher und schweizerischer Freidenker                 |
| 8     | John L. Senn House                         | John L. Senn House                         | 1982 ID-Nr. 82000635 | 811 South 2nd Street 44° 18′ 56″ N, 91° 54′ 40″ W                                                            | Alma          |                                                                                            |
| 9     | Sherman House                              | Sherman House                              | 1979 ID-Nr. 79000063 | 301 South Main Street 44° 19′ 18″ N, 91° 54′ 54″ W                                                           | Alma          | 1866 errichtetes früheres Hotel                                                            |
| 10    | John Steiner Store                         | John Steiner Store                         | 1982 ID-Nr. 82000636 | 1101 South Main Street 44° 18′ 49″ N, 91° 54′ 40″ W                                                          | Alma          |                                                                                            |
| 11    | Dr. J. T. Tenny House                      | Dr. J. T. Tenny House                      | 1982 ID-Nr. 82000637 | 305 North 2nd Street 44° 19′ 31″ N, 91° 54′ 57″ W                                                            | Alma          | 1904 im Queen Anne-Stil errichtetes Wohnhaus; Teil der MPS Alma Multiple Resources Area    |
| 12    | Tester and Polin General Merchandise Store | Tester and Polin General Merchandise Store | 1979 ID-Nr. 79000064 | 215 North Main Street 44° 19′ 32″ N, 91° 55′ 3″ W                                                            | Alma          |                                                                                            |
| 13    | Ulrich Walser House                        | Ulrich Walser House                        | 1982 ID-Nr. 82000638 | 711 North 2nd Street 44° 19′ 44″ N, 91° 55′ 6″ W                                                             | Alma          | 1895 im Queen Anne-Stil errichtetes Wohnhaus; Teil der MPS Alma Multiple Resources Area    |